# Olga Dogadko
Olga Dogadko-Bronstein (dawniej Dogadedko, Dor-Dogadko, ur. 26 czerwca 1976 w Bielcach) – izraelska lekkoatletka, specjalizująca się w skoku o tyczce i biegu na 400 metrów przez płotki.
W 1991 wyemigrowała z Mołdawii do Izraela.

## Osiągnięcia
- 3 zwycięstwa w zawodach II ligi Pucharu Europy (1998, 1999 – bieg na 400 metrów przez płotki & 2006 – skok o tyczce)
- brązowa medalistka (w drużynie) igrzysk europejskich (2015)[1]
- mistrzyni[2] i rekordzistka Izraela w różnych konkurencjach

## Rekordy życiowe
- skok o tyczce – 4,03 (2007) były rekord Izraela
- skok o tyczce (hala) – 3,80 (2003 & 2004) były rekord Izraela
- bieg na 400 metrów przez płotki – 56,75 (1995)
- bieg na 200 metrów (hala) – 24,91 (1999)
- bieg na 400 metrów (hala) – 55,36 (1999) rekord Izraela